# Józef Wincenty Łańcucki
Józef Wincenty Łańcucki, SchP (ur. 22 czerwca 1756 na Rusi lub Wołyniu, zm. 27 grudnia 1841 w Krakowie) – polski naukowiec i duchowny katolicki, teolog i kaznodzieja, rektor Uniwersytetu Jagiellońskiego i prezes Towarzystwa Naukowego Krakowskiego, dziekan opatowskiej kapituły kolegiackiej w 1826 roku. 

## Życiorys
Urodzony w 1756 na Wołyniu lub Rusi, w 1772 przyjął święcenia kapłańskie. Do 1798 należał do zakonu pijarów. Słynął jako kaznodzieja.
Był kanonikiem katedralnym, a następnie prałatem scholastykiem kapituły krakowskiej.
W 1809 w świeżo przyłączonym do Księstwa Warszawskiego Krakowie został archiprezbiterem Kościoła Mariackiego i zdobył tytuł doktora teologii na Uniwersytecie Jagiellońskim. W latach 1809–1810 pełnił funkcję dyrektora Wydziału Teologicznego.
W roku akademickim 1818-1819 był profesorem teologii, a dwukrotnie w roku 1821 i 1831 był członkiem Wielkiej Rady Uniwersytetu. Wykładał teologię pastoralną i wymowę kaznodziejską.
W 1818 został mianowany senatorem Rzplity Krakowskiej.
W 1823 z ramienia kapituły krakowskiej został członkiem Zgromadzenia Reprezentantów Wolnego Miasta Kraków.
W latach 1835-1837 pełnił funkcję rektora Uniwersytetu Jagiellońskiego i prezesa Towarzystwa Naukowego Krakowskiego.
Zmarł w 1841 w Krakowie, pochowany został na cmentarzu Rakowickim.